# Инициативная группа «Первого декабря»
Инициативная группа «Первого декабря» (укр. Ініціативна група «Першого грудня») — неформальное объединение украинских интеллектуалов (представителей духовенства, политиков, диссидентов), созданное в 2011 году.

## История
Создана в 20-ю годовщину референдума о независимости Украины — 1 декабря 2011 года. Образование инициативной группы стало ответом на призыв трёх традиционных украинских церквей (Украинской православной церкви Киевского патриархата, Украинской грекокатолической церкви и Украинской православной церкви Московского патриархата) «к тем, кто имеет авторитет и уважение людей, мудрость и жизненный опыт» объединить усилия для служения украинскому народу.
В состав группы входили в разное время В. Брюховецкий (до 2019 года), Б. Гаврилишин (до смерти 24 октября 2016 года), С. Глузман (до 2012 года), А. Гнатюк, В. Горбулин (до 2015 года), кардинал Л. Гузар (до смерти 31 мая 2017 года), И. Дзюба (до 2019 года), В. Ермоленко, Е. Захаров, Й. Зисельс, И. Козловский (умер 6 сентября 2023 года), М. Маринович, В. Панченко (до смерти 14 октября 2019 года), М. Попович (до смерти 10 февраля 2018 года), В. Речицкий (до 2019 года), Е. Сверстюк (до смерти 1 декабря 2014 года), В. Скуратовский (до 2019 года), И. Юхновский (умер 26 марта 2024 года), Ю. Щербак (до 2019 года), Я. Яцкив.

## Программные документы
Инициативная группа действует на основе программных документов — Декларации Инициативной группы «Первого декабря» (содержит базовые принципы для объединения украинского народа) и Хартии свободного человека, представленной 8 декабря 2012 года. Свою миссию инициативная группа определяет как установление в стране правил игры, которые будут опираться на общечеловеческие ценности и которые сегодня востребованы украинским обществом.

## Деятельность
Инициативная группа проводит мероприятия (преимущественно в форме круглых столов; так, серия мероприятий в формате дискуссий в рамках первого Национального круглого стола состоялась в сентябре — декабре 2020 года) и выпускает обращения по тем или иным вопросам текущей общественно-политической и духовной жизни государства. Периодичность заявлений и мероприятий отсутствует. Члены группы принимали участие в событиях Революции достоинства 2013—2014 годов, выступали с заявлениями по поводу реализации проекта «Мемориальный центр Холокоста „Бабий Яр“» в Киеве, группа давала советы по выходу из конституционного кризиса в Украине конца 2020 года.
В 2018 году вышла книга «Слово о свободе и ответственности» (укр. «Слово про свободу і відповідальність»), в которой размещены программные документы группы, также её обращения и заявления со времени основания. Один из выпусков научно-популярного журнала НАН Украины «Світогляд» (2019, № 6) почти полностью посвящён деятельности членов этой группы.